# Fiona Shaw
Pour les articles homonymes, voir Shaw.
Fiona Wilson, dite Fiona Shaw, née le 10 juillet 1958, dans le comté de Cork en Irlande, est une actrice irlandaise.

## Biographie

### Théâtre
Fiona Mary Wilson est née le 10 juillet 1958, dans le comté de Cork. Elle est diplômée de philosophie à l'Université de Cork et entre en 1980 à la Royal Academy of Dramatic Art de Londres. Elle entame ensuite une carrière d'actrice de théâtre en jouant dans des pièces telles que Comme il vous plaira (1984), Les Liaisons dangereuses (1985), La Mégère apprivoisée (1987) ou Oh les beaux jours (2007).
Elle interprète Marie, la mère de Jésus dans un monologue théâtral adapté du roman de Colm Tóibín, Le Testament de Marie, en 2013. La pièce est mise en scène par Deborah Warner, avec qui elle collabore plusieurs fois.
En 2015, elle met en scène The Rape of Lucretia de Benjamin Britten, joué au Festival de Glyndebourne. Pour le même festival en 2018, elle met en scène Cendrillon de Jules Massenet,.

### Cinéma et télévision
Fiona Shaw est une des actrices principales de Tels pères, telle fille en 1990 et elle avouera en 2017 que ce film l'a catégorisé comme une « actrice comique » et elle a craint un moment que les producteurs ne la prennent plus au sérieux.
Elle obtient ce qui deviendra son rôle le plus important et le plus connu en 2001, lorsqu'elle rejoint le casting de la saga Harry Potter dans le rôle de Petunia Dursley, la tante acariâtre d'Harry Potter. Elle avoue plus tard que, bien que son personnage lui ait plu, elle aurait adoré jouer un personnage avec des pouvoirs magiques comme le professeur Minerva McGonagall.
En 2018, elle obtient un des rôles principaux de la série Killing Eve aux côtés de Sandra Oh. La série est renouvelée pour une deuxième saison prévue pour 2019. La même année, elle joue Sido, la mère de Colette dans le film éponyme.
Elle est également à l'affiche de la deuxième saison de la série britannique Fleabag en 2019,.
En 2022, elle intègre la série Andor de la franchise Star Wars dans le rôle de Maarva Andor, mère adoptive de Cassian Andor.

## Vie privée
Pendant un temps, elle a été en couple avec l'actrice Saffron Burrows. Elle est mariée depuis 2018 à l'économiste srilankaise Sonali Deraniyagala.

## Filmographie

### Cinéma

#### Longs métrages
- 1985 : Sacred Hearts de Barbara Rennie : Sœur Felicity
- 1989 : My Left Foot de Jim Sheridan : Dr Eileen Cole
- 1990 : Aux sources du Nil (Mountains of the Moon) de Bob Rafelson : Isabel Arundell-Burton
- 1990 : Tels pères, telle fille (Three Men and a Little Lady) d'Emile Ardolino : Miss Elspeth Lomax
- 1991 : London Kills Me (en) de Hanif Kureishi : Headley
- 1992 : Super Mario Bros. de Rocky Morton et Annabel Jankel : Lena
- 1993 : Pas de vacances pour les Blues (Undercover Blues) de Herbert Ross : Paulina Novacek
- 1996 : Jane Eyre de Franco Zeffirelli : Mrs Reed
- 1997 : Anna Karénine (Anna Karenina) : Lydia
- 1997 : Le Garçon boucher (The Butcher Boy) de Neil Jordan : Mrs Nugent
- 1998 : Chapeau melon et bottes de cuir (The Avengers) de Jeremiah S. Chechik : Grand-Père
- 1999 : The Last September de Deborah Warner : Marda Norton
- 2001 : Le Triomphe de l'amour (The Triumph of Love) de Clare Peploe : Leontine
- 2001 : Harry Potter à l'école des sorciers (Harry Potter and the Philosopher's Stone) de Chris Columbus : Petunia Dursley
- 2002 : Hypnotic (Doctor Sleep) de Nick Willing : Catherine Lebourg
- 2002 : Harry Potter et la Chambre des secrets (Harry Potter and the Chamber of Secrets) de Chris Columbus : Petunia Dursley
- 2004 : Harry Potter et le Prisonnier d'Azkaban (Harry Potter and the Prisoner of Azkaban) d'Alfonso Cuarón : Petunia Dursley
- 2006 : Le Dahlia noir (The Black Dahlia) de Brian De Palma : Ramona Linscott
- 2006 : Ma vie sans lui (Catch and Release) de Susannah Grant : Mrs. Douglas
- 2007 : La Faille (Fracture) de Gregory Hoblit : juge Robinson
- 2007 : Harry Potter et l'Ordre du Phénix (Harry Potter and the Order of the Phoenix) de David Yates : Petunia Dursley
- 2009 : Le Portrait de Dorian Gray (Dorian Gray) de Oliver Parker : Agatha
- 2010 : Frères d'Italie (Noi credevamo) de Mario Martone : Emilie Ashurst
- 2010 : Harry Potter et les Reliques de la Mort, 1re partie (Harry Potter and the Deathly Hallows) de David Yates : Petunia Dursley
- 2011 : The Tree of Life de Terrence Malick : la grand-mère
- 2013 : The English Teacher de Craig Zisk : la narratrice
- 2015 : Pixels de Chris Columbus : le Premier ministre britannique
- 2016 : The White King de Alex Helfrecht et Jörg Tittel : Kathrin Fitz
- 2016 : Out of Innocence de Danny Hiller : Catherine Flynn
- 2017 : The Hippopotamus de John Jencks : Anne Logan
- 2018 : Lizzie de Craig William Macneill : Abby Borden
- 2018 : Colette de Wash Westmoreland : Sido
- 2020 : Ammonite de Francis Lee : Elizabeth Philpot
- 2020 : Enola Holmes d'Harry Bradbeer : Miss Harrison
- 2020 : Kindred de Joe Marcantonio : Margaret
- 2024 : Blue et Compagnie (IF) de John Krasinski : la grand-mère de Bea
- 2025 : Hot Milk de Rebecca Lenkiewicz : Rose
- 2025 : Echo Valley de Michael Pearce : Jessie Olivier

#### Courts métrages
- 1984 : The Man Who Shot Christmas de Diana Patrick : Laura
- 1992 : The Big Fish de Declan Donnellan et Nick Ormerod
- 1995 : The Waste Land de Deborah Warner
- 2010 : Tell Me de Kate D. Lewis : Martha
- 2013 : The Daisy Chain de Denis Fitzpatrick et Ken Williams : le narrateur

### Télévision

#### Séries télévisées
- 1983 : All for Love : Elspeth (saison 2, épisode 5)
- 1984 : Sherlock Holmes : Mrs. Annie Morrisson (saison 1, épisode 5)
- 1991 : For the Greater Good : Gillian Savage (2 épisodes)
- 1992-1995 : Screen Two (en) : Mrs Croft / Pauline (2 épisodes)
- 1993 : Performance : Hedda Gabler (saison 3, épisode 3)
- 2000 : Gormenghast (en) (mini-série) : Irma Prunesquallor (4 épisodes)
- 2005 : Empire (mini-série) : Fulvia (3 épisodes)
- 2007 : Scotland Yard, crimes sur la Tamise : Jo Wilson QC (saison 10, épisode 10)
- 2011 : True Blood : Marnie Stonebrook (rôle récurrent, 12 épisodes)
- 2013 : Miss Marple : Miss Katherine Greenshaw (saison 6, épisode 2)
- 2016 : Channel Zero : Marla Painter (6 épisodes)
- 2017 : Emerald City : Mombi (2 épisodes)
- 2017 : Inside No. 9 : Jean (saison 3, épisode 6)
- 2018 : Mrs Wilson : Coleman
- 2018-2022 : Killing Eve : Carolyn Martens (rôle principal, 31 épisodes)
- 2019 : Fleabag : la psychologue (saison 2, épisodes 2 et 6)
- 2021 : Baptiste : Emma Chambers
- 2022 : Andor (série TV) : Maarva Andor (saison 1)
- 2024 : True Detective : Rose Aguineau (saison 4)
- 2024 : Bad Sisters : Angelica Muldoon (saison 2)

#### Téléfilms
- 1985 : Love Song de Rodney Bennett : Deirdre jeune
- 1994 : Seascape de Thaddeus O'Sullivan
- 1995 : Persuasion de Roger Michell : Mrs. Croft
- 1997 : Richard II de Deborah Warner : Richard II
- 1999 : RKO 281 : La Bataille de Citizen Kane de Benjamin Ross : Hedda Hopper
- 2001 : Mind Games de Richard Standeven : Frances O'Neil
- 2001 : The Seventh Stream de John Gray : Mrs Gourdon
- 2015 : Lumen de Joe Johnston : D'Laria
- 2016 : Maigret tend un piège de Ashley Pearce : Madame Moncin

## Distinctions

### Décoration
- 2001 : Commandeur de l'ordre de l'Empire britannique.

### Récompenses
- 1990 : Laurence Olivier Awards de la meilleure actrice pour Electra au Barbican Pit, Comme il vous plaira au Théâtre Old Vic et La Bonne Âme du Se-Tchouan au National Theatre Olivier[17].
- 1994 : Laurence Olivier Awards de la meilleure actrice pour Machinal au National Theatre Lyttelton[18].
- 1997 : Theatre World Award pour The Waste Land[19].
- 1997 : Drama Desk Award du meilleur spectacle solo pour The Waste Land[19].
- 2019 : British Academy Television Award de la meilleure actrice dans un second rôle pour Killing Eve[20].

### Nominations
- 2003 : Tony Award de la meilleure actrice dans une pièce pour Medea[19].
- 2003 : Drama Desk Awards de la meilleure actrice dans une pièce pour Medea[19].
- 2008 : Drama Desk Awards de la meilleure actrice dans une pièce pour Happy Days[19].
- 2019 : Primetime Emmy Award de la meilleure actrice dans un second rôle dans une série télévisée dramatique pour Killing Eve[21].
- 2019 : Primetime Emmy Award de la meilleure actrice invitée dans une série télévisée comique pour Fleabag[22].

## Voix francophones
En version française, Fiona Shaw est dans un premier temps doublée par Tania Torrens (Aux sources du Nil et Chameau melon et bottes de cuir), Nicole Favart (Tels pères, telle fille et Pas de vacances pour les Blues) et Perrette Pradier dans Super Mario Bros.. Au cours des années 2000, Danièle Hazan double Fiona Shaw dans la saga Harry Potter, avant d'être doublée par la suite par Marie-Laure Beneston (The Tree of Life, Maigret) et Frédérique Tirmont (True Blood, Enola Holmes, Blue et Compagnie). 
La doublant une première fois dans la série Mrs. Wilson en 2018, Josiane Pinson devient la voix régulière de l'actrice, la retrouvant successivement dans Colette, Killing Eve, Baptiste (en) ou encore True Detective. Enfin, à titre exceptionnel, Déborah Perret lui prête sa voix dans La Faille, tout comme Virginie Méry dans Pixels, Annie Sinigalia dans Fleabag, Francine Laffineuse dans Channel Zero et Cathy Cerdà dans Andor,.
En version québécoise, Élise Bertrand est la voix régulière de Fiona Shaw, depuis Le Triomphe de l'amour en 2001. Ainsi, elle retrouve l'actrice dans la quasi-totalité de ses longs métrages, la doublant dans la série de films Harry Potter, L'Arbre de la vie, Un drôle de prof, Lizzie ou encore Ammonite. Elle est doublée exceptionnellement par Claudine Chatel dans Trois hommes et une jeune demoiselle.